# Cementerio del Este (Caracas)
El Cementerio del Este, más formalmente conocido como el Cementerio de la Guairita, se localiza en la avenida principal de la Guairita en el Municipio El Hatillo, al sureste del área metropolitana de Caracas o Distrito Metropolitano de Caracas, y al noroeste de la jurisdicción del Estado Miranda, en Venezuela. 

## Características
El Cementerio del Este posee diversas capillas, monumentos de varias religiones, dependencias administrativas y espacios para la cremación. 

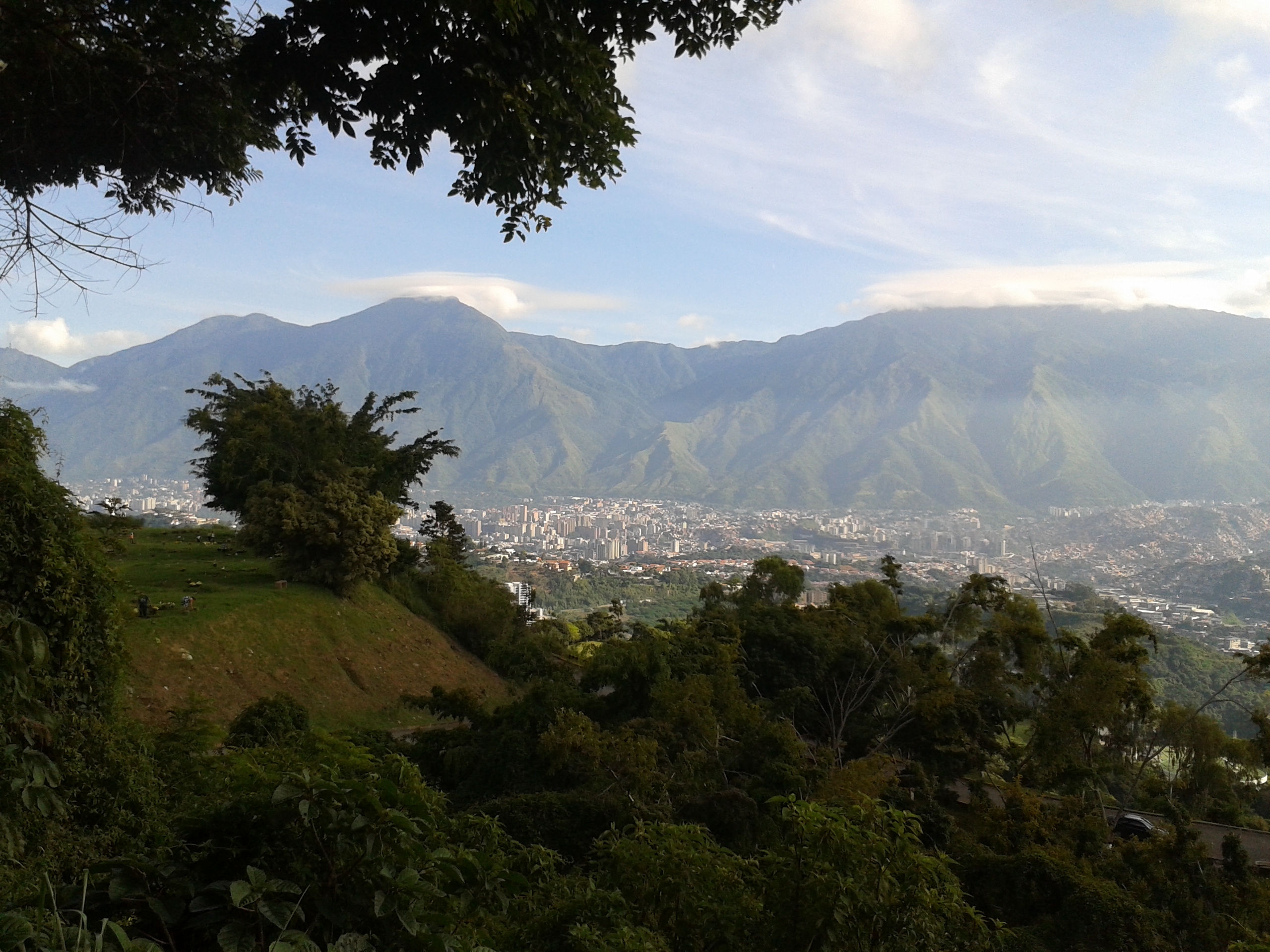
Vista de Caracas desde las terrazas altas del Cementerio del Este

Por su disposición parcialmente montuosa, se divide en varios cuerpos a diversos niveles y terrazas con vista sobre el valle de Caracas.
Desde 1960 el cementerio fue inaugurado y concedido a manos privadas de la empresa "Cementerio Metropolitano Monumental S.A." (Cememosa), pero esto no entró en plena vigencia hasta 1968. En los años setenta y ochenta se convirtió en el mejor cementerio de Caracas, en donde eran sepultados hasta expresidentes de Venezuela.
En 1986 le fue renovado el contrato a Cememosa hasta febrero de 2013, cuando el concejo municipal de El Hatillo decidió que a partir de septiembre de 2014 se abriría una nueva licitación, por lo que los espacios del llamado "campo santo" pasarían a otras manos.

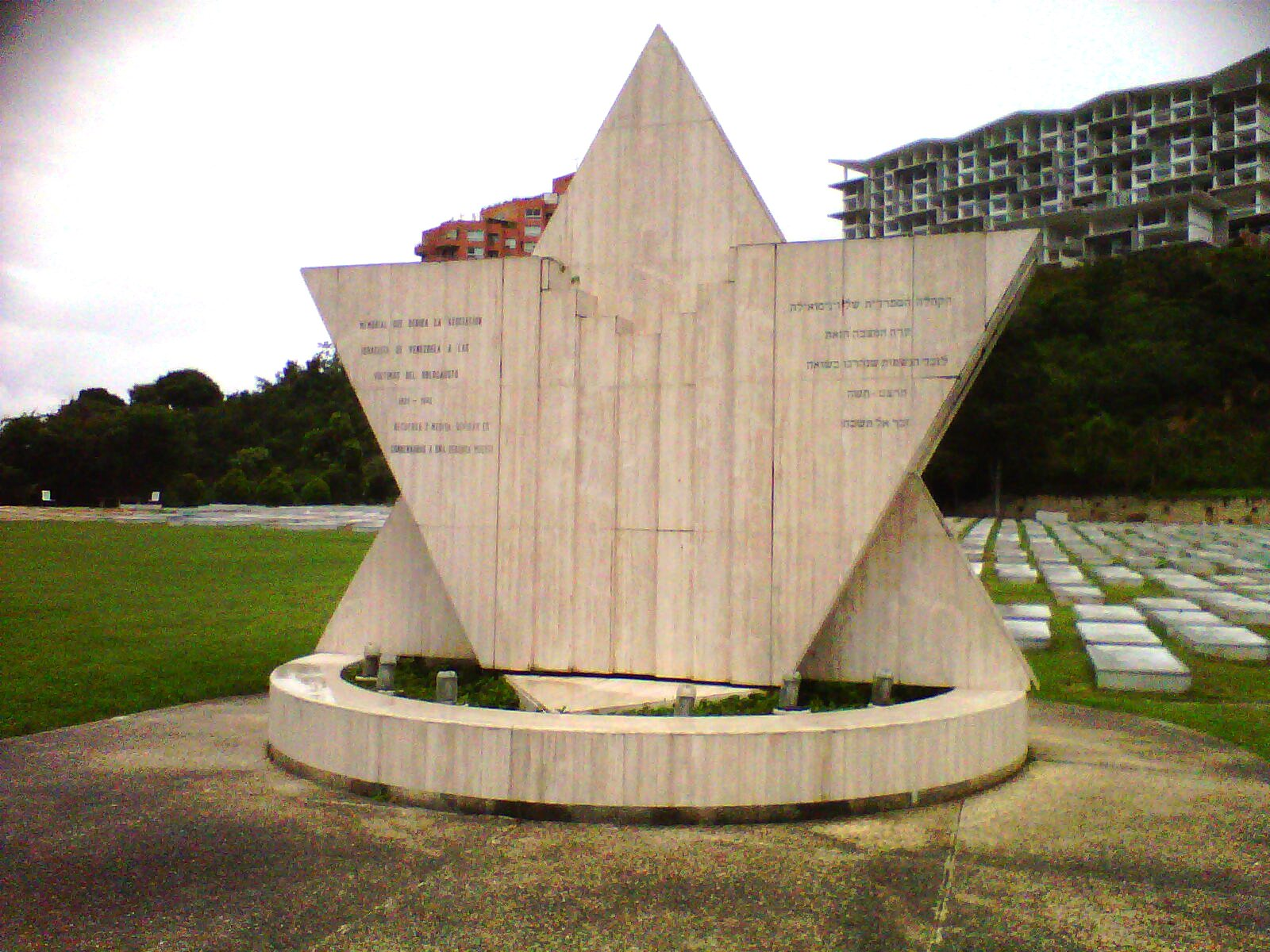
Vista de un monumento en la sección judía del Cementerio (panteón de la Asociación Israelita de Venezuela). Aquí reposan los restos del animador Amador Bendayán.

Según datos de 2013, en sus espacios se realizan cada año 6072 inhumaciones, 3600 velatorios y 2880 cremaciones.
Varios expresidentes venezolanos están sepultados en el lugar (como Luis Herrera Campins, Jaime Lusinchi (2014), Carlos Andrés Pérez, Rafael Caldera, Eleazar López Contreras, Rómulo Betancourt y Raúl Leoni). También han sido sepultados diversos personajes de todos los ámbitos, como Joselo, Joaquín Riviera, el actor Tomás Henríquez, la actriz y modelo Mónica Spear, la actriz Amalia Pérez Díaz, el jugador de baloncesto Garly Sojo, el periodista y locutor radial Carlos Eduardo Ball, la primera actriz Hilda Carrero, el actor y animador Amador Bendayan, el narrador hípico Aly Khan, el compositor y cantante Simón Diaz, el actor y policía Oscar Pérez, los narradores deportivos Delio Amado León, Luis Manuel Fernández, Humberto Beto Perdomo,Marco Antonio Lacavalerie, el presentador y payaso Diony López, la actriz y animadora Carmen Victoria Pérez, el compositor Hugo Blanco, el músico y manifestante Armando Cañizales, el beisbolista Gustavo Polidor, el periodista y reportero Javier García, el empresario y directivo  Pompeo D'Ambrosio,  la deportista y modelo Marisol Da Silva Vieira, entre otros.